# Cladorhiza flosabyssi
Cladorhiza flosabyssi är en svampdjursart som beskrevs av Topsent 1909. Cladorhiza flosabyssi ingår i släktet Cladorhiza och familjen Cladorhizidae. Inga underarter finns listade i Catalogue of Life.